# Georges Ohnet
Georges Ohnet, eigenlijk Georges Hénot (Parijs, 3 april 1848 - Parijs, 5 mei 1918) was een Frans journalist en toneel- en romanschrijver.
Hij studeerde rechten en werd na de Frans-Duitse Oorlog journalist bij de Parijse kranten Le Constitutionnel en Le Pays. Daarnaast schreef hij ook stukken voor andere periodieken zoals de Gil Blas.
Hij schreef samen met Louis Denayrouze in 1875 het toneelstuk Regina Carpi, en twee jaar later het stuk Marthe. Deze werden geen groot succes.
Ohnet was een groot bewonderaar van Georges Sand en tegenstander van de moderne, realistische roman. Hij begon op zijn 29e met de romancyclus Les batailles de la vie. De cyclus die over een twintigtal jaren verscheen, was een erg populaire kroniek van de Franse bourgeoise uit de negentiende eeuw. In het literaire establishment werd op zijn romans neergekeken als zijnde banale melodrama's, maar ze kenden een groot succes bij het Franse publiek en werden in snel tempo herdrukt. Het eerste deel, Serge Panini werd bekroond door de Académie Française. Enkele boeken werden voor het toneel bewerkt. Le Maître de forges werd gedurende een jaar opgevoerd in Parijs, met Sarah Bernhardt in een van de hoofdrollen. Vele van zijn romans zijn ook verfilmd.
Zijn latere werken waren onder meer L'âme de Pierre (1890), Le Crépuscule (1902), Le marchand de poisons (1903), La Conquérante (1905) en La Dixième Muse (1906).
In 1914 begon hij een Journal de la Guerre, dat hij na enkele delen beëindigde vanwege moeilijkheden met de censuur.
Hij stierf in zijn woning in Parijs.

## Werken (selectie)

### Romans
- Les batailles de la vie (niet in volgorde):
  - Serge Panine (1879-1880)
  - Les dames de Croix-Mort
  - Nemrod et Cie
  - Le maître de forges
  - La comtesse Sarah
  - Lise Fleuron
  - La grande Marnière
  - Le docteur Rameau
  - Le Curé de Favières
  - Les vieilles rancunes
  - Volonté
  - Dernier amour
- L'âme de Pierre (1890)
- Le droit de l'enfant (1894)
- La dame en gris (1895)
- Le roi de Paris (1898)
- Le Crépuscule (1902)'
- Le marchand de poisons (1903)
- La Conquérante (1905)
- La Dixième Muse (1906)

### Toneel
- Regina Carpi (1875)
- Marthe (1877)
- Le colonel Roquebrune (1896)
- Les Rouges et les Blancs (1901)